# John Batchelor
Pour les articles homonymes, voir John Batchelor (missionnaire) et Batchelor.
John Batchelor est un acteur australien né le 25 septembre 1969 à Singapour.

## Jeunesse
Batchelor est diplômé du National Institute of Dramatic Art (Institut national des arts dramatiques ou NIDA) en 1992.

## Carrière
John Batchelor tient des rôles secondaires dans les feuilletons australiens All Saints, Water Rats, Stingers et  Murder Call.
Il apparaît en 2003 dans les films Inspecteur Gadget 2, Danny Deckchair et Fat Pizza, et en 2008 dans le film The Tender Hook.
De 2007 à 2011, il est un des principaux acteurs de la série télévisée Sea Patrol produite par la chaîne de télévision australienne Nine Network : il y joue le rôle d'Andy Thorpe, surnommé "Charge", chef mécanicien du patrouilleur militaire HMAS Hammersley de la marine australienne.
En 2011, Batchelor tient le rôle de Peeto dans le film australien australien Red Dog ainsi que celui de Wally Tomlinson dans la série Underbelly: Razor produite par Nine Network .

## Filmographie partielle
- 2000 : The Three Stooges de James Frawley